# Strokestown Road
El Strokestown Road (hasta 2013 llamado Flancare Park) es un estadio de fútbol situado en la ciudad de Longford en la República de Irlanda. El estadio es propiedad del Longford Town Footbal Club, club que actúa en la Liga irlandesa de fútbol.
Construido en 1924, aprovechando la promoción del Longford Town a la Primera División en 2000, el estadio se sometió a una importante remodelación al final de la temporada 2000-01, a través de donaciones del gobierno y de aportes de la FAI, al estadio se le dotó asientos individuales en la totalidad del recinto llegando la capacidad a 6850 espectadores, nueva iluminación, vestuarios de vanguardia. Se encuentra en la parte occidental de la ciudad, a lo largo de la Ruta Nacional N5.
El estadio ha albergado numerosos partidos internacionales de selecciones menores, partidos de Copa de la UEFA y la organización de la final de Copa de la Liga de 2004 que el Longford Town ganó.
El estadio es referido cariñosamente por los fanes del club como Flan Siro, una obra de teatro sobre el nombre del nombre de patrocinio previo de Flancare Park, y en el nombre del famoso Estadio San Siro de Milán, en Italia.